# 徐名标
徐名标，安徽青阳人，是一名清朝政治人物。
徐名标曾于1765年接替萨载任松江府知府一职，1766年由解韬接任。